# Therese Ringelhardt
Therese Ringelhardt, gift Baumeister, född den 24 maj 1817 i Bremen, död den 19 oktober 1892 i Berlin, var en tysk skådespelerska. Hon var dotter till teaterledaren Friedrich Sebald Ringelhardt och gift med skådespelaren Wilhelm Baumeister, med vilken hon fick dottern aktrisen Antonie Baumeister.
Therese Ringelhardt uppträdde på många ställen i Tyskland och vann överallt bifall. 